# Znamensk (oblast d'Astrakhan)
Pour la localité de l'oblast de Kaliningrad, voir Znamensk (oblast de Kaliningrad).
Znamensk (en russe : Знаменск) est une ville fermée de l'oblast d'Astrakhan, en Russie. Sa population s'élevait à 26 701 habitants en 2020.
Znamensk est le centre du site d'essai de missiles de Kapoustine Iar.

## Géographie
Znamensk se trouve à 94 km à l'est de Volgograd, à 303 km au nord-ouest d'Astrakhan et à 970 km au sud-est de Moscou.

## Histoire
Fondée en 1948, la localité s'appela Kapoustine Iar-1. La gare la plus proche se trouve à 85 km sur la ligne Volgograd-Astrakhan.

## Population
Recensements ou estimations de la population
| 1996   | 2002*  | 2008   | 2010*  | 2012   | 2013   | 2014   |
| ------ | ------ | ------ | ------ | ------ | ------ | ------ |
| 35 000 | 32 068 | 32 358 | 29 401 | 28 576 | 27 526 | 27 021 |

| 2015   | 2016   | 2017   | 2018   | 2019   | 2020   | - |
| ------ | ------ | ------ | ------ | ------ | ------ | - |
| 27 208 | 27 202 | 26 934 | 26 927 | 27 071 | 26 701 | - |